# 毛华菊
毛华菊（学名：Dendranthema vestitum）是菊科菊属的植物，是中国的特有植物。分布于中国大陆的湖北、河南、安徽等地，生长于海拔340米至1,500米的地区，见于低山山坡及丘陵地，目前已由人工引种栽培。